# Моле (Верхняя Сона)
Моле́ (фр. Molay) — коммуна во Франции, находится в регионе Франш-Конте. Департамент — Верхняя Сона. Входит в состав кантона Витре-сюр-Манс. Округ коммуны — Везуль.
Код INSEE коммуны — 70350.

## География
Коммуна расположена приблизительно в 280 км к юго-востоку от Парижа, в 60 км севернее Безансона, в 34 км к западу от Везуля.

## Население
Население коммуны на 2010 год составляло 72 человека.
| 1962 | 1968 | 1975 | 1982 | 1990 | 1999 | 2010 |
| ---- | ---- | ---- | ---- | ---- | ---- | ---- |
| 84   | 90   | 73   | 72   | 59   | 51   | 72   |

## Администрация
| Период | Период | Фамилия         | Партия | Примечания                       |
| ------ | ------ | --------------- | ------ | -------------------------------- |
| 1968   | 2008   | Шарль Мюльтон   |        | член генерального совета кантона |
| 2008   | 2014   | Кристин Шадерон |        |                                  |

## Экономика
В 2010 году среди 41 человека трудоспособного возраста (15—64 лет) 27 были экономически активными, 14 — неактивными (показатель активности — 65,9 %, в 1999 году было 76,0 %). Из 27 активных жителей работали 20 человек (13 мужчин и 7 женщин), безработными было 7 (5 мужчин и 2 женщины). Среди 14 неактивных 0 человек были учениками или студентами, 10 — пенсионерами, 4 были неактивными по другим причинам.

## Фотогалерея

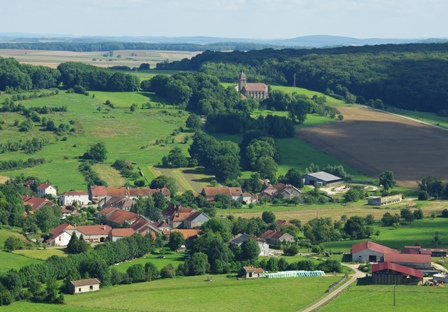
Моле
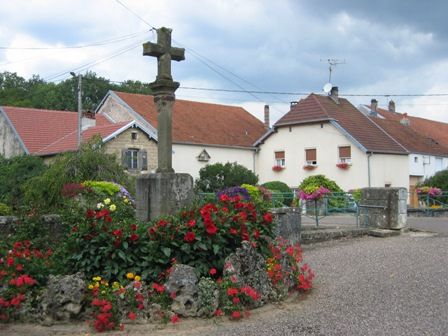
Моле
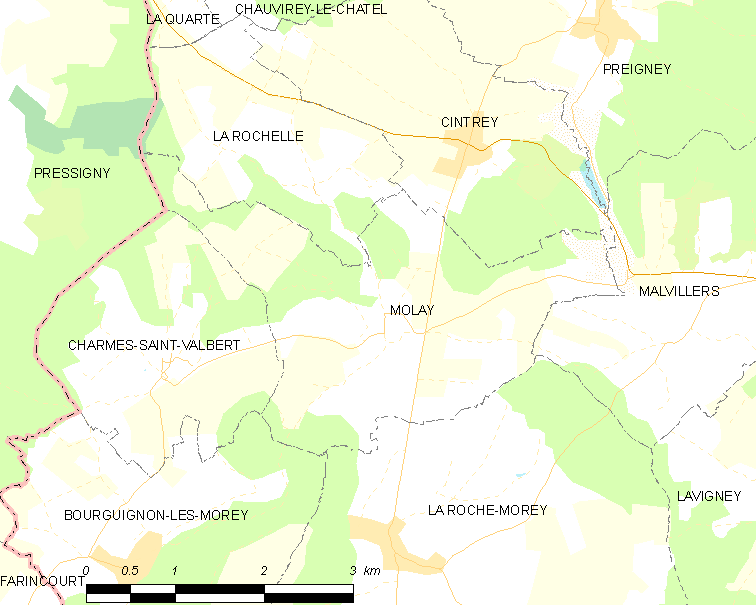
Карта коммуны